# Гілбоа (Нью-Йорк)
Гілбоа (англ. Gilboa) — місто (англ. town) в США, в окрузі Скогарі штату Нью-Йорк. Населення — 1111 особа (2020).

## Демографія
Згідно з переписом 2010 року, у місті мешкало 1307 осіб у 545 домогосподарствах у складі 383 родин. Було 1071 помешкання
Расовий склад населення:
| - 97,2 % — білих - 0,6 % — чорних або афроамериканців - 0,3 % — азіатів - 0,1 % — корінних американців |

До двох чи більше рас належало 1,2 %. Частка іспаномовних становила 3,3 % від усіх жителів.
За віковим діапазоном населення розподілялося таким чином: 19,7 % — особи молодші 18 років, 61,2 % — особи у віці 18—64 років, 19,1 % — особи у віці 65 років та старші. Медіана віку мешканця становила 48,7 року. На 100 осіб жіночої статі у місті припадало 104,9 чоловіків;  на 100 жінок у віці від 18 років та старших — 108,1 чоловіків також старших 18 років.
Середній дохід на одне домашнє господарство  становив 78 483 долари США (медіана — 64 265), а середній дохід на одну сім'ю — 86 163 долари (медіана — 68 036). Медіана доходів становила 52 969 доларів для чоловіків та 38 750 доларів для жінок. За межею бідності перебувало 8,2 % осіб, у тому числі 8,0 % дітей у віці до 18 років та 5,5 % осіб у віці 65 років та старших.
Цивільне працевлаштоване населення становило 596 осіб. Основні галузі зайнятості: освіта, охорона здоров'я та соціальна допомога — 24,8 %, будівництво — 19,0 %, мистецтво, розваги та відпочинок — 10,1 %, виробництво — 8,2 %.